# انجمن سلطنتی فیلارمونیک

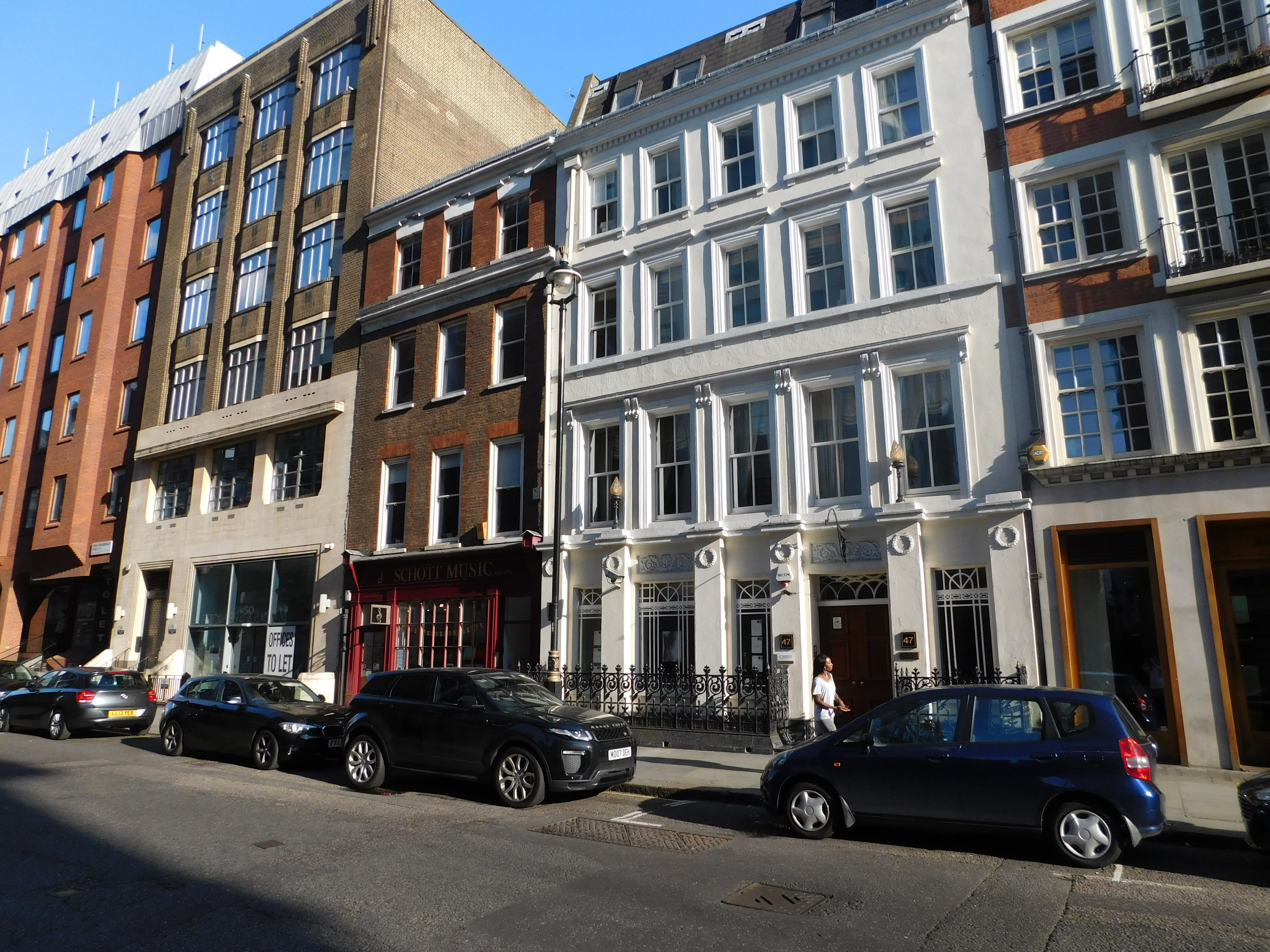
مرکز انجمن سلطنتی فیلارمونیک در خیابان گریت مارلبرو

انجمن سلطنتی فیلارمونیک (انگلیسی: Royal Philharmonic Society) با کوته‌نوشت (RPS) یک انجمن موسیقی بریتانیایی است که در سال ۱۸۱۳ تشکیل شد. هدف اصلی آن ترویج اجرای موسیقی مجلسی در لندن بود. آهنگسازان و نوازندگان زیادی در کنسرت‌های آن شرکت کرده‌اند. این انجمن امروز انجمنی تشکیل شده از اعضا است، در حالی که دیگر ارکستر خود را ندارد، برنامهٔ گسترده‌ای از فعالیت‌ها را ادامه می‌دهد که بر آهنگسازان و نوازندگان جوان تمرکز دارد و هدف آن جلب مخاطبان است تا نسل‌های آینده نیز از داشتن یک زندگی موسیقایی غنی و پر جنب و جوش برخوردار باشند و لذت ببرند. از سال ۱۹۸۹، RPS جوایز موسیقی سالانه انجمن سلطنتی فیلارمونیک را برای ساخت موسیقی زنده در بریتانیا ترفیع و گسترش دهد.
RPS یک مؤسسه خیریه ثبت شده در بریتانیا به شماره ۲۱۳۶۹۳ است که در ۴۸ خیابان گریت مارلبرو در لندن واقع شده‌است. مدیر اجرایی فعلی RPS جیمز مورفی و رئیس فعلی آن جان گیلهولی است.

## تاریخچه
در زمانی که ارکسترهای دائمی در لندن وجود نداشت، یا مجموعه‌ای از کنسرت‌های موسیقی مجلسی سازمان‌دهی شده بود، گروهی متشکل از سی نفر از متخصصان موسیقی، انجمن فیلارمونیک لندن را در ۶ فوریه ۱۸۱۳ تشکیل دادند. ایده این بود که با همکاری، آنها در یک انجمن گرد هم آیند: ساختن ارکستر قوی‌تر به‌جای رقابت با یکدیگر. به هر ترتیب، با توجه به انتخاب سازمان در مورد محل برگزاری کنسرت‌های خود در «اتاق‌های آرگیل»، (ساختمانی در خیابان ریجنت که شامل مجموعه‌ای از مکان‌های تفریحی بود)؛ انجمن به دلیل طراحی جسورانهٔ بازسازی شهری جان نش در خیابان ریجنت این احتمال وجود داده می‌شد که این آغاز شده باشد. به این ترتیب، هنگامی که اتاق‌های قدیمی آرگیل به دلیل طرح خیابان ریجنت مجبور به بازسازی می‌شد، جامعه فضای اجرای چشم‌گیری پیدا می‌کرد و شاهزاده ولیعهد جرج چهارم می‌توانست موسیقی کلاسیک را به عنوان یک مؤسسه بریتانیایی ترویج کند و در نتیجه انجمن شهرت خود را بهبود بخشد. کنسرت‌های انجمن در اتاق‌های آرگیل برگزار می‌شد تا اینکه ساختمان در سال ۱۸۳۰ آتش گرفت.